# Emil Karow
 Emil Albert Oswald Karow (* 22. August 1871 in Prenzlau; † 10. Juli 1954) war ein deutscher evangelischer Theologe und 1933/34 für kurze Zeit evangelischer Bischof von Berlin. 

## Leben
Karow wurde als Sohn des Bäckermeisters Johann Karow und der Wilhelmine Henriette Trebbin geboren. Er studierte Evangelische Theologie an den Universitäten Tübingen, Halle und Berlin. Während seines Studiums wurde er 1889 Mitglied der Schwarzburgbund-Verbindung Tuiskonia Halle. Er wurde am 12. November 1899 ordiniert. 

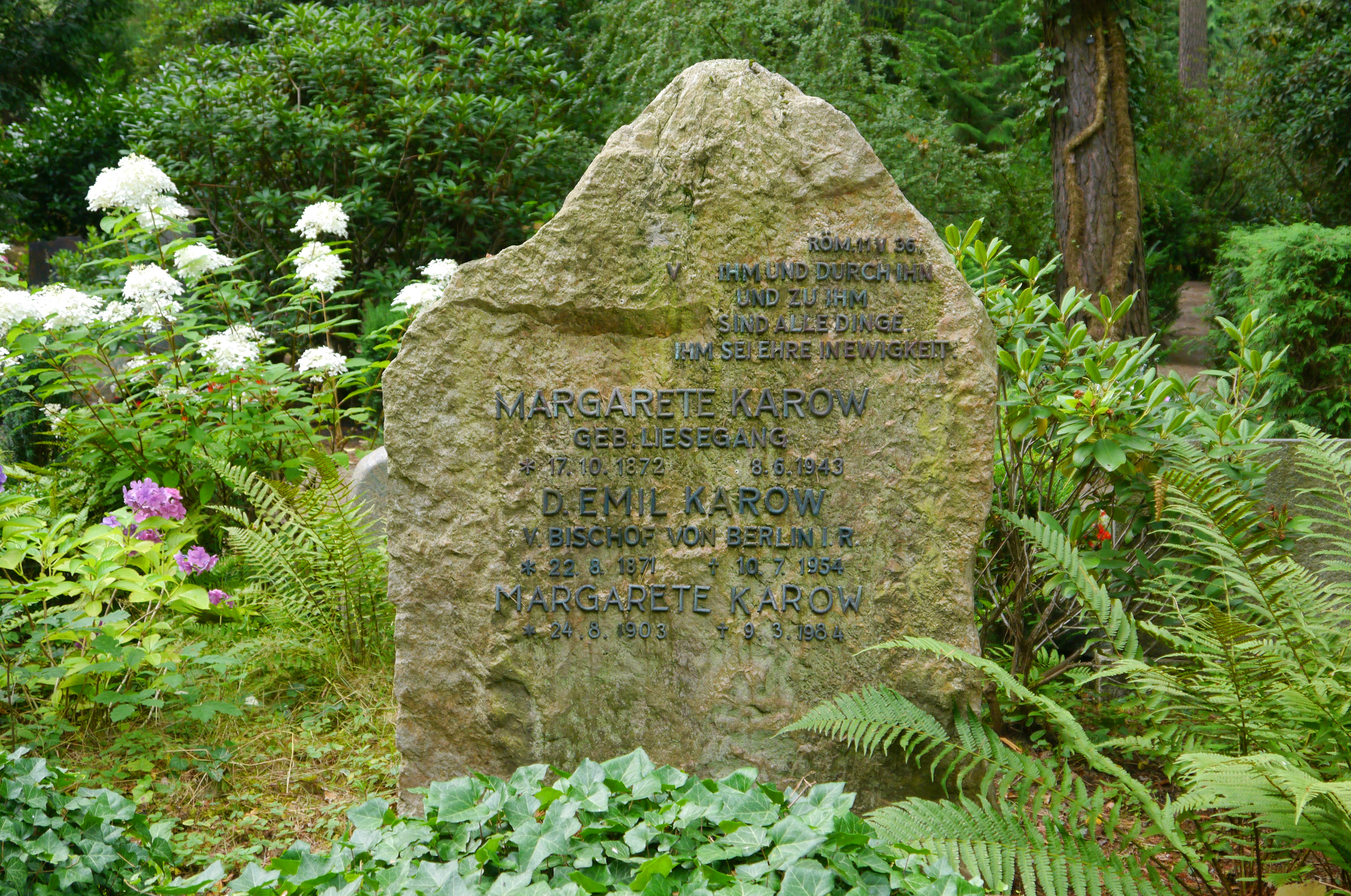
Grabstätte Karow auf dem Waldfriedhof Kleinmachnow

1899 wurde er Provinzialvikar, 1901 Hilfsprediger in Berlin. Im gleichen Jahr wurde er auch Pfarrer in Weggun, 1904 Pfarrer in Lüdersdorf, 1908 Pfarrer in Niederfinow, 1913 Oberpfarrer an St. Magdalenen in Eberswalde und zugleich Superintendent des Kirchenkreises Eberswalde. 1921 wurde Karow Mitglied des altpreußischen Evangelischen Oberkirchenrats (EOK) in Berlin und Oberkirchenrat. 1928 wurde er zum Generalsuperintendenten für den Synodalbereich Berlin Stadt (Berliner Stadtsynode; Gebietsumfang von vor 1920) innerhalb der Kirchenprovinz Mark Brandenburg der Evangelischen Kirche der altpreußischen Union ernannt; zugleich übernahm er den Vorsitz im Konsistorium der Kirchenprovinz, war allerdings durch August Jäger, von Göring eingesetzter Staatskommissar für die preußischen kirchlichen Angelegenheiten, vom 28. Juni bis 19. Juli 1933 beurlaubt. Daneben war Wilhelm Haendler seit 1911 Generalsuperintendent für Berlin Land, die so genannten Berliner Landkirchengemeinden umfassend, in meist 1920 nach Groß-Berlin eingemeindeten Gebieten, aber teils darüber hinaus. Im September 1933, nach der deutschchristlichen Umgestaltung der altpreußischen Kirche auf der „braunen Synode“ (5.–8. September), wurde Karow Provinzialbischof für Berlin im Bistum Mark Brandenburg (Bezeichnung der Kirchenprovinz nach der Umgestaltung), daneben war Joachim Hossenfelder Provinzialbischof für Brandenburg im Bistum Mark Brandenburg. Karow wurde aber auf eigenen Antrag vom 16. März 1934 am 31. Juli 1934 emeritiert.
Am 2. Oktober 1900 heiratete er in Perleberg Margarete Liesegang (* 1871), Tochter des Pfarrers Hermann Liesegang in Potzlow und der Elisabeth Abt. Mit ihr hatte er fünf Kinder.
Karows letzter Wohnsitz war Ginsterheide 35 in Kleinmachnow, sein Grab befindet sich auf dem Waldfriedhof Kleinmachnow.